# Church Mission Society

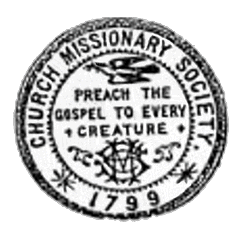
Antiguo logotipo de la Church Missionary Society

La Church Mission Society, también conocida como la Church Missionary Society (CMS), en español, la Sociedad Misionera de la Iglesia, es un grupo de sociedades evangélicas de comunión anglicana y protestante en todo el mundo. Fundada en 1799, ha atraído a más de nueve mil hombres y mujeres para que formen parte de su misión en sus más de 200 años de historia.

## Historia

### Inicios
La Sociedad para las Misiones a África y el Oriente (en inglés, Society for Missions to Africa and the East), como se conocía en un principio, fue fundada el 12 de abril de 1799 en una reunión de la Sociedad Ecléctica, apoyada por la Secta de Clapham, un grupo de activistas cristianos evangélicos. Entre sus miembros se encontraban Henry Thornton, Thomas Babington y William Wilberforce. Se le pidió a Wilberforce que asumiera la presidencia de la sociedad, pero rechazó este rol y fue nombrado vicepresidente. El secretario fundador fue el Reverendo Thomas Scott, un comentador bíblico. Dejó el puesto a Josiah Pratt, quien fue secretario por 21 años y representó una importante fuerza positiva. Los primeros misioneros - que vinieron de la Iglesia Evangélica Luterana en Württemberg, y que se habían entrenado en el Seminario de Berlín, partieron en 1804. En 1812 la sociedad fue renombrada como The Church Missionary Society for Africa and the East (en español, La Sociedad Misionera de la Iglesia para África y el Oriente), y el primer sacerdote inglés en trabajar como misionero para la sociedad partió en 1815.
A partir de 1825 en adelante, la Sociedad concentró sus recursos del Mediterráneo en la Iglesia Copta y su hija, la Iglesia de Etiopía, que incluía la creación de una traducción de la biblia en amharic a solicitud de William Jowett, al igual que el envío de dos misioneros a Etiopía, Samuel Gobat (más adelante el obispo anglicano de Jerusalén) y Christian Kugler, quien llegó a ese país en 1827.
Entre 1813 y 1855 la Sociedad publicó el Missionary Register; el cual "contenía un resumen de las principales sociedades misioneras y bíblicas del mundo". A partir de 1816, "las principales transacciones de las diversas instituciones para la propagación del evangelio con los ingresos generales de la CMS".

### Siglo veinte
A principios del siglo veinte la teología de la sociedad tomó un rumbo más liberal bajo el liderazgo de Eugene Stock. Hubo un debate importante sobre la posible introducción de un examen doctrinal para los misioneros, el cual se decía restauraría la teología evangélica original de la sociedad. En 1922, la sociedad se dividió, dejando a los evangélicos liberales en control del CMS, mientras que los conservadores establecieron la Sociedad Misionera de los Hombres de Iglesia de la Biblia (BCMS por sus siglas en inglés, hoy en día CrossLinks).
Entre los secretarios generales notables en la segunda parte del siglo XX estuvieron Max Warren y John Vernon Taylor. La primera mujer presidente del CMS, Diana Reader Harris, fue crucial para persuadir a la sociedad para que apoye el Reporte Brandt sobre el zanjamiento de la división norte-sur. En los años 1990 la CMS nombró a su primer secretario general no-británico, Michael Nazir-Ali, quien más adelante se convertiría en el obispo de Rochester en la Iglesia Anglicana, y su primer secretario general mujer, Diana Witts. En 1991, la CMS fue instrumental para atraer un número de agencias anglicanas, y más adelante protestantes, para formar Faith2Share, una red internacional de agencias misioneras.
A finales del siglo XX hubo un cambio significativo hacia las posiciones evangélicas, probablemente debido a una revisión en el aniversario de 1999 además de la re-integración del Ministerio de África Media (anteriormente llamado la Misión Ruanda). La posición de CMS hoy en día es la de una sociedad evangélica ecuménica, influenciada fuertemente por el movimiento carismático.

### Actualidad
El 31 de enero de 2010, la CMS tenía 151 misioneros asociados y co-asociados (trabajadores enviados conjuntamente por CMS y otra agencia) en África, Asia, Europa y el Medio Oriente. El reporte anual de 2009-10 también incluye a "Otras personas en misión: 78"; "Participantes de programas interculturales: 126" y "Proyectos apoyados financieramente: 114". Esto no incluye su obra en América Latina, la cual comenzó con la integración de CMS y la Sociedad Misionera Sudamericana el 1 de febrero de 2010. En 2009-10, CMS tenía un presupuesto de £8 millones, obtenido principalmente de donaciones de individuos y parroquias, suplementado por inversiones históricas.
En junio de 2007, la CMS en el Reino Unido trasladó su oficina administrativa fuera de Londres por primera vez. Actualmente se encuentra en el nuevo Crowther Center for Mission Education en el este de Oxford.
En 2008, la CMS fue reconocida como una comunidad misionera por el Consejo Asesor sobre las Relacions de Obispos y Comunidades Religiosas de la Iglesia Anglicana. Actualmente cuenta con aproximadamente 2.500 miembros que se comprometen con siete promesas, aspirando a vivir una vida guiada por la misión.
El archivo de la Church Mission Society está albergado entre las Colecciones Especiales de la Universidad de Birmingham.

## Misión en Palestina
La CMS también hizo una importante contribución al Protestantismo en Palestina. Un exmisionero de CMS, Samuel Gobat, se convirtió en el segundo obispo de la Diócese de Jerusalén, y en 1855 invitó a la CMS para hacer de Palestina un terreno de misión, y así lo hicieron. Con el paso de los años muchos misioneros fueron enviados, incluyendo a John Zeller, quien ejerció una fuerte influencia en el desarrollo de Nazaret y Jerusalén y fundó la Iglesia de Cristo, Nazaret, la primera iglesia protestante de Galilea. Otro misionero fue Frederick Augustus Klein, quien sirvió en Nazaret y Egipto, descubrió la Piedra Moabita, y asistió con la traducción del Libro de Rezos Comunes al árabe.

## Misión en Hong Kong
La Iglesia Anglicana de St. Stephen fue una de tres iglesias fundadas en Hong Kong por la Church Mission Society. Fue liderada por el Reverendo Tsing-Shan Fok (霍靜山, 1851-1918, uno de los primeros sacerdotes chinos en Hong Kong) a partir de 1904.

## Misión en Kerala, India
La contribución hecha por la sociedad en la creación y mantenimiento de instituciones educativas en Kerala, el estado más alfabetizado de India, es significativa. Muchas escuelas en Kerala y Tamil Nadu aún tiene CMS en sus nombres. El CMS College de Kottayam puede que haya sido uno de los pioneros en popularizar la educación secundaria en el sur de India (el expresidente de India, K. R. Narayanan es un exalumno).
Benjamin Bailey fue asignado a la misión de Kottayam en el estado indio de Kerala. Benjamin Bailey tradujo la Biblia por completo al idioma Malayalam. También escribió el primer diccionario Malayalam-Inglés impreso y el primer diccionario Malayalam-Inglés. Es considerado el padre de la impresión en Malayalam.

## Nueva Zelanda

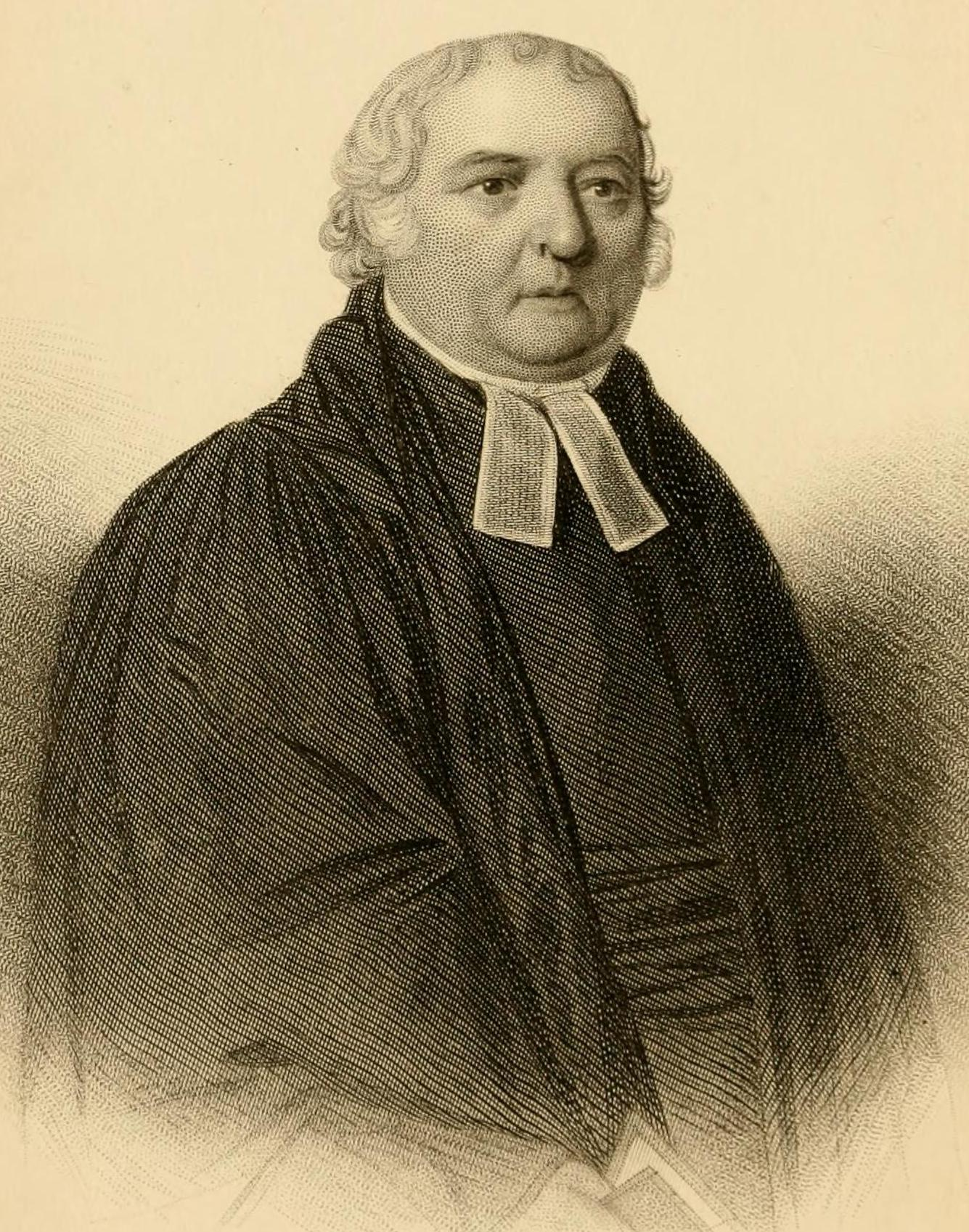
Samuel Marsden

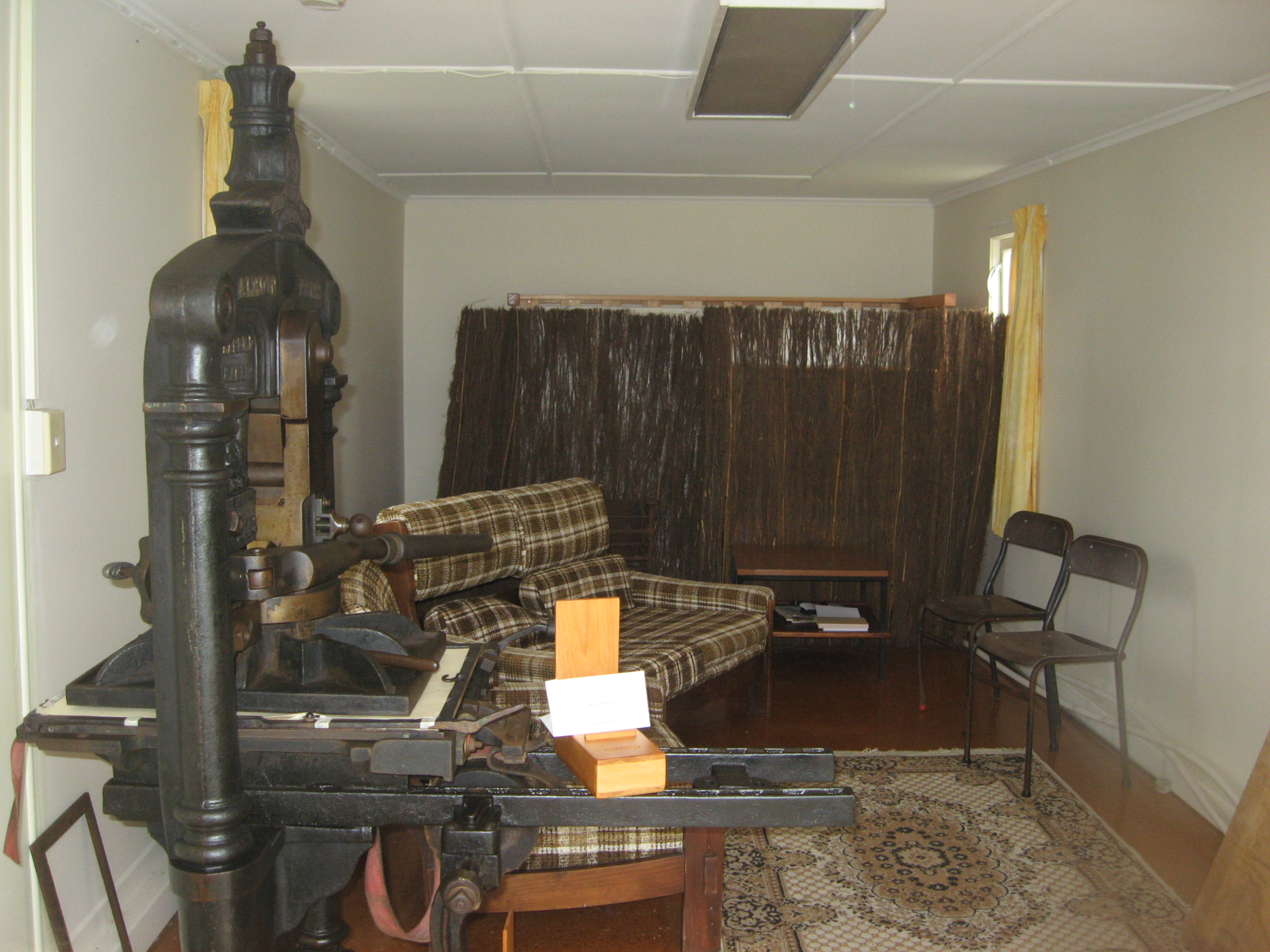
Una imprenta "Haven of History", una reconstrucción de la estación de la misión de CMS en Paihia, con una imprenta en el mismo estilo de las de William Colenso

### Historia
La CMS envió los primeros misioneros que se asentaron en Nueva Zelanda. Su agente, el Reverendo Samuel Mardsen (capellán en Nueva Gales del Sur), llevó a cabo la primera misa cristiana en tierra en Nueva Zelanda el día de Navidad de 1814 en Oihi Bay en la Bahía de las Islas. La CMS fundó su primera misión en Rangihoua en la Bahía de las Islas en 1814, y a lo largo de la siguiente década estableció granjas y escuelas en la zona. Thomas Kendall y Wiliam Hall fueron enviados en 1814 a la Bahía en el barco Active, un barco comprado por Mardsen al servicio de la misión. Kendall y Hall fueron enviados para retomar la comunicación con Ruatara, un jefe local; un intento anterior de establecer una misión en el lugar había sido retrasado debido a la Masacre de Boyd en la bahía de Whangaroa en 1809. Kendall y Hall partieron de Nueva Gales del sur el 14 de marzo de 1814 en el Active para realizar una visita exploratoria de la Bahía de las Islas. Se reunieron con los rangatiraa (jefes) de los Ngāpuhi, entre ellos Ruatara y el jefe de guerraa en ascenso Hongi Hika; Hongi Hika y Ruatara viajaron con Kendall cuando regresó a Australia el 22 de agosto de 1814. Kendall, Hall y John King regresaron a la Bahía de las Islas en el Active el 22 de diciembre de ese mismo año para fundar la misión.
En 1819 Mardsen visitó Nueva Zelanda por segunda vez, trayendo consigo al Rev. John Butler, al igual que a Francis Hall y James Kemp como colonos laicos. William Puckey fue para asistir en la construcción de edificaciones en Kerikeri. Butler y Kemp se hicieron cargo de la misión de Kerikeri, pero no lograron desarrollar una relación laboral harmoniosa. En 1820 el Sr. Mardsen realizó su tercera visita, a bordo del H.M.S. Dromedary, trayendo esta vez a James Shepherd. En 1823, Mardsen realizó su cuarta visita, trayendo consigo al Rev. Henry Williams y su esposa Marianne, ademásd e William Fairburn. En 1826 William, el hermano de Henry, y su esposa Jane se unieron a la misión de la CMS en Nueva Zelanda.

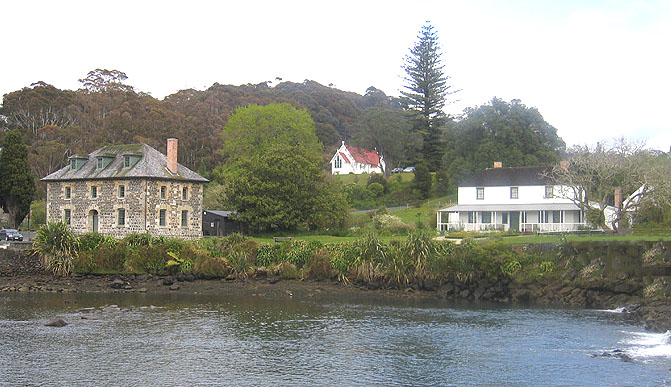
La Estación de la Misión de Kerikeri, con la Stone Store en la izquierda, St James detrás y la Casa de la Misión en la derecha.

La Casa de la Misión de CMS en Kerikeri, completada en 1822, es considerado el edificio más antiguo de Nueva Zelanda aún en pie.
Durante sus primeros años la CMS financió sus actividades principalmente a través del comercio; Thomas Kendall, al igual que muchos colonos laicos, vendió armas a los maoríes, exacerbando las Guerras de los Mosquetes (1807-1842). Kendall llevó al jefe maorí Hongi Kika a Londres en 1820, lo que causó una pequeña sensación. Cuando Henry Williams se convirtió en el líder de los misioneros en Paihia en 1823, él inmediatamente detuvo el comercio de mosquetes. La CMS estableció más misiones en la Bahía de Plenitud, pero tuvo muy pocas conversiones hasta 1830, cuando el bautismo del jefe ngapuhi Taiwhanga influenció a otros para que sigan su ejemplo.

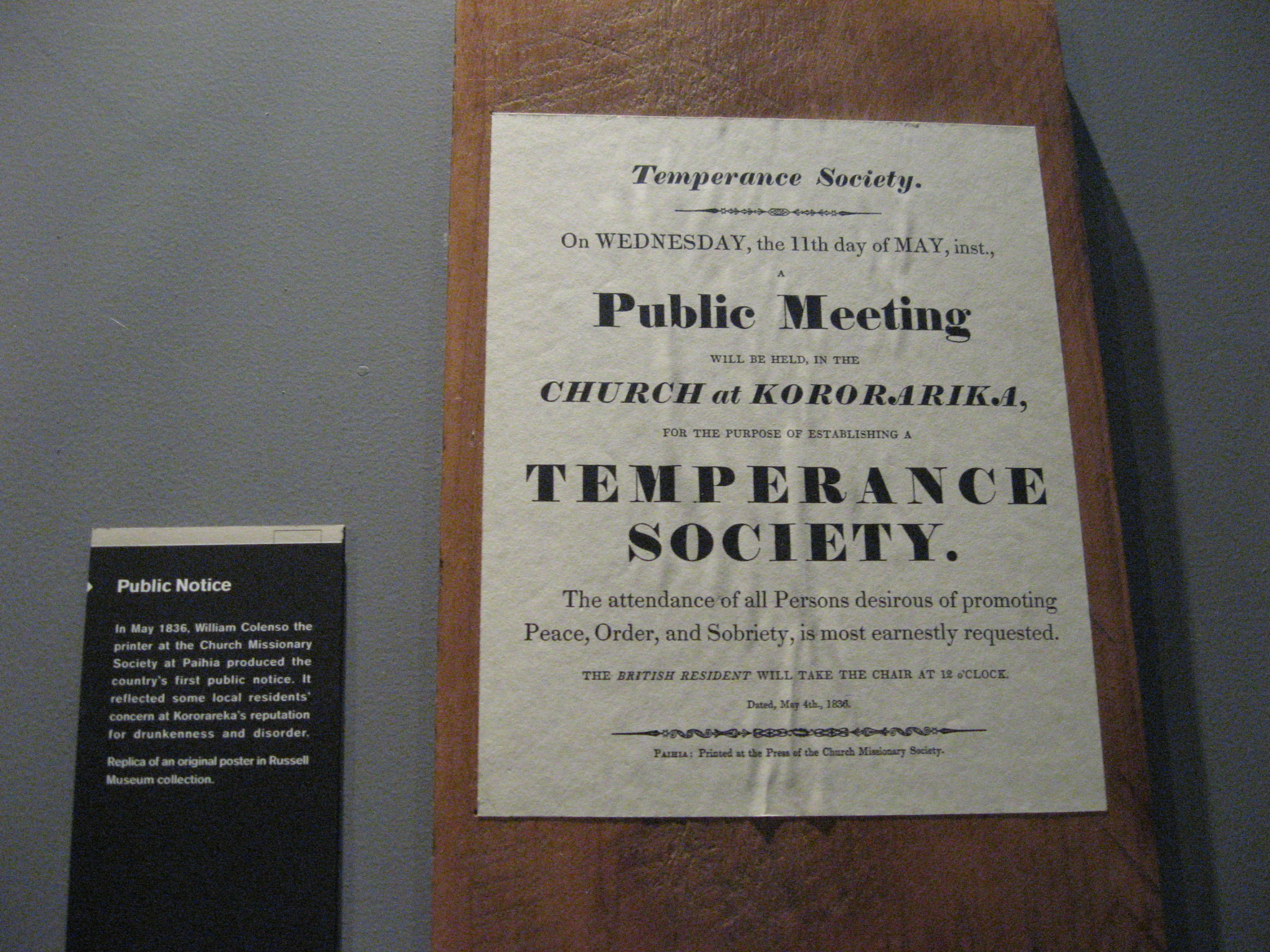
La primera notificación pública de Nueva Zelanda, impresa para Kororarika (sic) por la imprenta de la Church Missionary Society en Paihia, en la Bahía de las Islas.

En los años 1830, la CMS se expandió más allá de la Bahía de las Islas, abriendo estaciones en Northland, Auckland, Waikato, la Bahía de Plenitud y la Bahía de la Pobreza. Para 1840 los misioneros William Williams y Robert Maunsell habían traducido gran parte del Nuevo Testamento al Maorí. Para ese entonces la preocupación sobre el impacto europeo en Nueva Zelanda, en particular el antinomianismo entre los europeos y una fragmentación de las restricciones tradicionales dentro de la sociedad maorí, hicieron que la CMS vea con buenos ojos la anexión de Nueva Zelanda al Reino Unido.
La CMS alcanzó su máxima influencia en Nueva Zelanda en los años 1840 y 1850. Las misiones cubrían casi toda la Isla Norte y muchos maoríes fueron bautizados. Aunque los misioneros por lo general apoyaban a los maoríes en sus disputas con la Corona, se pusieron del lado del gobierno en las Guerras de Nueva Zelanda en los años 1840 y nuevamente en los años 1860. Las negociaciones para la retirada de la CMS de Nueva Zelanda comenzaron en 1854, y solo un puñado de misioneros llegaron a las islas luego de esto. En 1892 se formó el brazo neozelandés de la Church Missionary Society, y los primeros misioneros neozelandeses fueron enviados al exterior poco tiempo después. El financiamiento desde el Reino Unido fue cortado por completo en 1903.
En la actualidad, la NZCMS (New Zealand Church Mission Society) trabaja estrechamente con el Consejo de Misiones Anglicanas, concentrándose en trabajos misioneros afuera de Nueva Zelanda. En 2000 se fusionó con la South American Missionary Society of New Zealand (Sociedad Misionera Sudamericana de Nueva Zelanda).

### Miembros
Entre los miembros de la misión en sus primeros años se encuentran:
- Benjamin Y. Ashwell, llegó en 1835, y trabajó en Otawhao a partir de 1839.[10]
- El Rev Charles Baker, llegó el 9 de junio de 1828, y trabajó Kerikeri y luego en Kororareka (Russell).[10]
- El Rev Alfred Nesbit Brown, llegó en octubre de 1829. Fue puesto a cargo de la escuela en Paihia. En 1835 abrió la misión Matamata y en 1838 se fue a Tauranga.[10]
- El Rev Robert Burrows, llegó en 1840.[10]
- John Butler, llegó el 12 de agosto de 1819; terminó su labor con la misión en 1822.[10][18]
- William Colenso, llegó en diciembre de 1834 para trabajar como impresor y misionero.[19]
- Thomas Chapman, catecista, llegó en 1830 y estableció la misión de Rotorua en 1835.[10]
- George Clarke llegó el 4 de abril de 1824.[20][21] Fue asignado como herrero en Kerikeri,[22] y luego trabajó para la estación misionera en Waimate.[23]
- Richard Davis, un agricultor, llegó el 7 de mayo de 1824.[22] Construyó un jardín en la misión de Paihia. en 1831 estableció una granja en la estación misionera de Waimate. en 1843 se recibió de sacerdote y fue enviado a Kaikohe.[10]
- William T. Fairburn, un carpintero. El "diario" del Rev J. Butler's menciona que se encontraba en la Bahía de las Islas en enero de 1821.[18] En 1823 se encontraba en Sídney y regresó a bordo del Brampton junto al Rev Henry Williams y su esposa Marianne;[22] Más adelante viajó junto a John A. Wilson, James Preece y John Morgan para fundar la misión de Puriri en Thames. Su hija Elizabeth se casó con William Colenso.[10]
- James Hamlin, un sastre, llegó en marzo de 1826 junto a Wiliam y Jane Williamas.[22] Fue catecista en la misión de Waimate y más adelante las estaciones misioneras de Kerikeri y Mangpouri. en 1836 se convirtió en el administrador de la misión en Manukau. En 1844 fue recibido como diácono y enviado a Wairoa, HawkesBay; en 1863 fue recibido como ministro.[10]
- Octavius Hadfield, llegó en diciembre de 1838 y fue recibido como ministro en Paihia el 6 de enero de 1839; ese año viajó a Otaki junto a Henry Williams, en donde establecieron otra misión.[10]
- Francis Hall, llegó el 12 de agosto de 1819 y estuvo allí hasta 1823.[10]
- William Hall, un carpintero de barcos, llegó a bordo del Active el 22 de diciembre de 1814,[22] y abandonó las islas debido a su mal estado de salud en 1824.[10]
- John King, llegó a bordo del Active el 22 de diciembre de 1814. Zapatero, fue empleado como catecista y enseñó a maoríes en Rangihoua.[22] King también trabajó para mejorar el uso de fibra de Phormium tenax.[24]
- James Kemp, llegó el 12 de agosto de 1819.[10] Herrero, fue el almacenero de la misión y catecista y profesor de escuela en Kerikeri.[10][22]
- Thomas Kendall llegó en el Active el 22 de diciembre de 1814; fue despachado de la misión en agosto de 1822.[10]
- Samuel Marsden Knight (un sobrino de Samuel Marsden), llegó y trabajó como catecista en junio de 1835.[10]
- El Rev John Mason, llegó en 1840 y estableció la misión de Wanganui, en donde se ahogó en 1843.[10]
- Joseph Matthews, llegó en 1832 y estableció la misión de Kaitaia.[10]
- Richard Matthews fue el hermano de Joseph Matthews. Richard llegó en 1835. Se casó con Johanna Blomfield, la hermana de la Sra. Martha Blomfield Clarke quien fuera la esposa de George Clarke. Trabajó para la CMS en Kaitaia, luego se le solicitó que ayude a establecer una estación misionera en Wanganui.[25]
- Robert Maunsell, llegó en 1835 y trabajó junto a William Williams en la traducción de la biblia. Maunsell trabajó en el Antiguo Testamento, porciones del cual fueron publicadas en 1840 y la traducción completa fue completada en 1857. Se convirtió en el principal académico del idioma Maorí. Más adelante estableció la estación misionera de Manukau en 1836.[10]
- John Morgan, llegó en 1833, y trabajó con James Preece para el establecimiento de la estación misionera de Puriri en Thames en 1833, la estación misionera de Mangapouri en 1835 y la misión de Otawhao en 1842.[10]
- Henry Pilley, catecista y carpintero, llegó en febrero de 1834.[10]
- James Preece, catecista, llegó en 1830 y trabajó con John Morgan para el establecimiento de la misión de Purtiri en 1833.[10]
- William Puckey, carpintero, llegó el 12 de agosto de 1819 junto a su esposa Margery, su hijo William Gilbert, y su hija Elizabeth. Construyó, y luego fue oficial del barco Herald; William Puckey fue el padre de William Gilbert Puckey.
- William Gilbert Puckey se unió a la misión en 1821. Él y Joseph Matthews establecieron la misión de Kaitaia en 1833.[22] A medida que se aprendía a hablar fluidamente el idioma debido a que había llegado a tan solo sus 14 años, fue un útil traductor de la misión de la CMS, incluyendo una colaboración con William Williams en la traducción del Nuevo Testamento en 1837 y su revisión en 1844.[10]
- James Shepherd, visitó Rangihoua en 1820 junto a Mardsen y se asentó allí.[10] Fue un habilidoso jardinero que enseñó a los maoríes como plantar vegetales, frutas y árboles. Era por lo general empleado entre las diferentes tribus, enseñándoles sobre la religión cristiana, ya que entendía el idioma maorí mejor que cualquiera de los otros misioneros de la época.[22] Trabajó en las misiones de Kaeo, Te Puna y Whangaroa.[10]
- William Spikeman, un pastor, llegó en 1814.[26][27]
- James Stack, había sido un misionero wesleyano en Whangaroa; luego se unió a la CMS y fue enviado a la misión de Puriri en Thames en donde nació su hijo James West Stack. En 1839 se unió a William Williams en la misión de Türanga en Poverty Bay.[10]
- Richard Taylor, llegó en 1839. Fue designado como el director de la escuela en la misión de Waimate y luego se le encomendó establecer una misión en Wanganui.[10]
- William Wade, impresor, llegó en diciembre de 1834 y trabajó con William Colenso en Paihia. Luego estableció la misión de Tauranga en 1835.[10]
- John A. Wilson se retiró de la marina en 1832 y se unió a la misión como misionero laico. En 1833 él y James Preece abrieron la estación misionera de Puriri, Thames y en 1836 él y W. R. Wade se dirigieron a Tauranga. En 1840 estableció la misión de Opotiki. Fue recibido como díacono en 1852.[10]
- William Yate, llegó a la Bahía de las Islas el 19 de enero de 1828. Fue nombrado jefe de la misión de Te Waimate, no obstante su vida personal se volvió un tema controversial y fue echado de la misión en junio de 1834.[28]